# 사바 (인도)
사바(산스크리트어: सभा)는 베다 시대 고대 인도의 수많은 회의기구들 중 하나이다. 또한 그 회의가 열리는 공회당 및 호스텔, 식사장, 또는 도박장을 의미하기도 한다. 사바와 함께 사미티(산스크리트어: समिति)라는 또 다른 기관이 있었는데, 아타르바베다에 나오는 프라자파티의 두 딸로 각각 의인화되었으며, 당시 베다 사회는 이러한 제도를 발전된 형태로 계승한 것으로 보인다. 브라만, 귀족, 부유층의 비중이 평민들보다 더 많았을 것으로 추정되며, 그 구성원은 수자트, 즉 귀족이라고 불린다. 또한 여성이 사바에 참여하는 것은 허용되지 않았다. 집단으로서의 집회의 중요성이 매우 높았다고 할 수 있으며, 그 구성원은 의원, 연사는 의장, 문지기는 사바 팔이라고 불렸다. 멤버들의 위신은 컸으며 멤버들의 자격도 정해져 있었다.
이러한 자질은 의원들에게 매우 기대되어 왔으며 발미키가 저술한 라마야나의 우타르 칸드 3.33절과 비야사가 저술한 마하바라타의 사바 파르바에서도 다루어진다.
정의의 분배를 포함해 경제, 종교 및 사회 문제 등이 사바에서 논의되었으며, 때때로 사람들은 사바에 모여 도박 놀이를 즐기곤 하였다.
이러한 민주적 사바는 베다 시대 말기인 기원전 600년경부터 국가의 영토와 왕권의 증대로 쇠퇴하기 시작하고 기존의 사바는 라지야 사바, 즉 왕정사바의 형태로 개편되었는데, 이렇듯 점차 지속적으로 왕권이 증대되는 동시에 사바의 민주적 요소는 서서히 사라지고 이제 왕실 사제, 국가 관리, 일부 장관, 왕이나 국가의 자비만이 사바 안에 남아있게 되었지만 이크슈바쿠가 계통의 샤캬, 콜리야, 말라, 밧지 등의 가나 상가에서는 이러한 제도가 어느 정도 잔존한 상태로 남아 있었다.

## 같이 보기
- 라지야 사바
- 로크 사바
- 판차야트
- 가나 상가
- 산타가라